# Epímero
Epímeros são dois diasteroisômeros que diferem em apenas um carbono quiral. Na forma de anel, o epímero é chamado de anômero.
As aldoses e cetoses da série D são imagens especulares ou enântiomeros das suas contrapartes L. Dois açúcares que diferem apenas na configuração ao redor de um átomo de carbono específico são chamados epímeros.
Exemplo:

```
            CHO                               CHO
            |                                 |
        H - C - OH                        H - C - OH
            |                                 |
       HO - C - H                        HO - C - H
            |                                 |
        H - C - OH                       HO - C - H
            |                                 |
        H - C - OH                        H - C - OH
            |                                 |
            CH2OH                             CH2OH
```

```
      D- GLICOSE                          D- GALACTOSE
```

A D-glicose e a D-galactose são epímeros em relação ao átomo de carbono 4.